# Bard-le-Régulier
Bard-le-Régulier è un comune francese di 72 abitanti situato nel dipartimento della Côte-d'Or nella regione della Borgogna-Franca Contea.

## Società

### Evoluzione demografica
Abitanti censiti